# Lisboa Belém Open 2021
Il Lisboa Belém Open 2021 è stato un torneo maschile tennis professionistico. È stata la 5ª edizione del torneo, facente parte della categoria Challenger 80 nell'ambito dell'ATP Challenger Tour 2021, con un montepremi di 44 820€. Si è svolto dal 27 settembre al 3 ottobre 2021 sui campi in terra rossa del Club Internacional de Foot-ball di Lisbona, in Portogallo.

## Partecipanti

### Teste di serie
| Nazionalità | Giocatore           | Testa di serie |
| ----------- | ------------------- | -------------- |
| Brasile     | Thiago Monteiro     | 1              |
| Giappone    | Taro Daniel         | 2              |
| Francia     | Hugo Gaston         | 3              |
| Slovacchia  | Andrej Martin       | 4              |
| Serbia      | Nikola Milojevic    | 5              |
| Germania    | Cedrik-Marcel Stebe | 6              |
| Kazakistan  | Dmitry Popko        | 8              |

### Altri partecipanti
I seguenti giocatori hanno ricevuto una wild card per il tabellone principale:
- Goncalo Oliveira
- Pedro Araujo
- Tiago Cacao

I seguenti giocatori sono passati dalle qualificazioni:
- Santiago Rodriguez Taverna
- Sebastian Fanselow
- Benjamin Hassan
- Daniel Michalski

## Campioni

### Singolare
Dmitry Popko ha sconfitto in finale  Andrea Pellegrino con il punteggio di 6–2, 6–4.

### Doppio
Jeevan Nedunchezhiyan /  Purav Raja hanno sconfitto in finale  Nuno Borges /  Francisco Cabral con il punteggio di 7–6(5), 6-3.